# Holcostethus sphacelatus

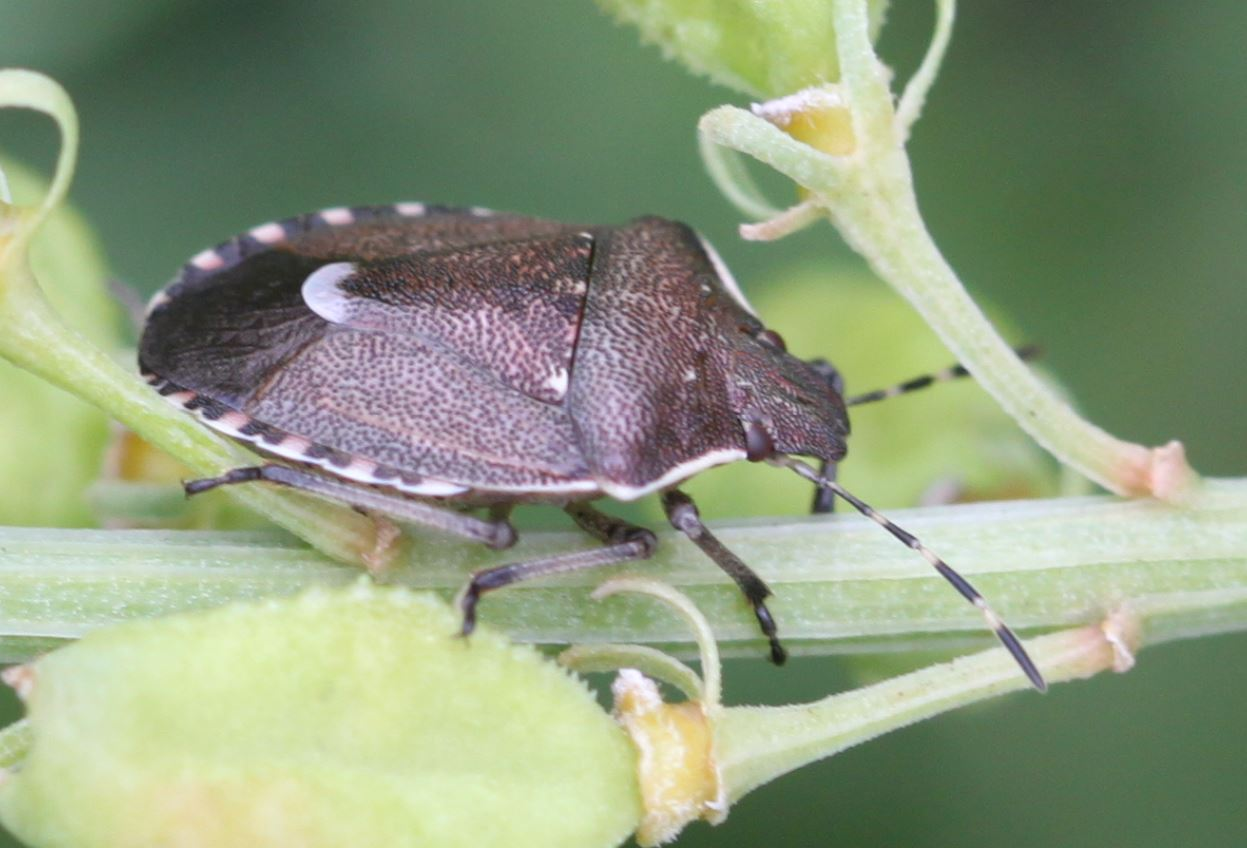
Seitenansicht

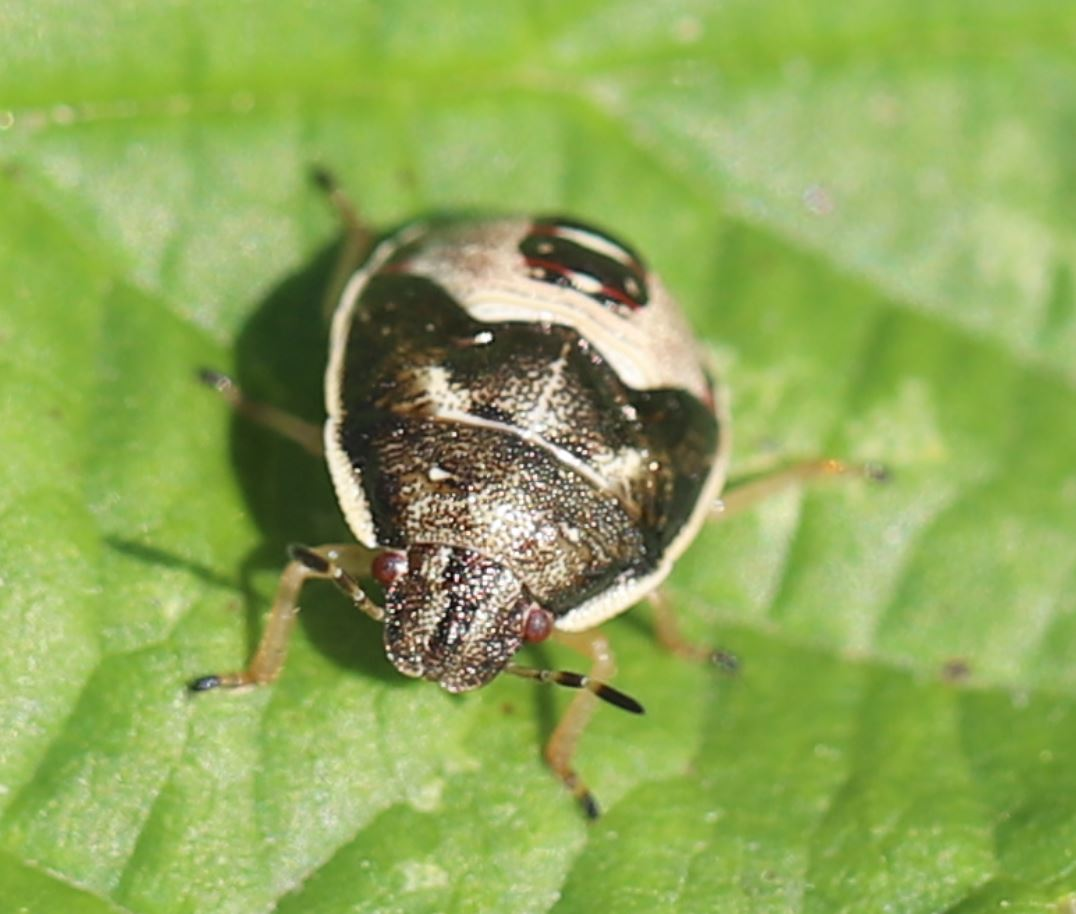
Nymphe

Holcostethus sphacelatus ist eine Wanze aus der Familie der Baumwanzen (Pentatomidae). Gelegentlich findet sich der Trivialname Offener Lorch.

## Merkmale
Die Wanzen werden 9 bis 10 Millimeter bzw. 8 bis 10,2 Millimeter lang. Sie sind braun gefärbt, mit einer regelmäßigen, dicht sitzenden, schwarzen Punktierung, deren Abstand voneinander etwa gleich groß ist wie der Punktdurchmesser. Der Vorderrand des Halsschilds ist weiß abgesetzt, sein Seitenrand bildet eine abgesetzte, gelblich gefärbte Kante. Das Schildchen (Scutellum) ist etwa genauso lang wie breit. Sein hell gefärbtes unteres Ende ist breit abgerundet. An der Vorderkante, zum Halsschild hin, sitzt eine Reihe von drei bis fünf hell gefärbten Schwellungen (Gattungsmerkmal). Der Tylus (Stirnkeil) wird von den Juga nicht umschlossen (im Gegensatz zu Peribalus strictus und allen anderen Arten der Gattung Peribalus). Die Fühler sind schwarz und weiß gebändert, in dem jeweils die Basis jedes Fühlerglieds hell gefärbt ist. Das Connexivum (auf der Seite sichtbarer Teil des Abdomens) ist schwarz-weiß gescheckt. Die Unterseite ist hellgefärbt und recht dicht punktiert.
Von der ähnlichen, aber nur im Mittelmeerraum verbreiteten Holcostethus albipes unterscheiden die gerade, nicht konkave, Seitenkante und die Form des Seitenrands des Halsschilds, die etwas größere Körpergröße und die regelmäßigere Punktierung der Oberseite.

## Verbreitung
Das Verbreitungsgebiet der Wanzenart umfasst den Mittelmeerraum und das südliche Mitteleuropa und reicht von Nordafrika bis in die deutschen Mittelgebirge. Sie kommt in der türkischen Schwarzmeerregion vor, fehlt aber im mittleren Osten. An der nördlichen Nachweisgrenze in Mitteleuropa liegen überwiegend nur ältere Fundnachweise vor, wobei in jüngster Zeit aber, wie bei vielen thermophilen Arten, eine Wiederausbreitung nach Norden hin zu beobachten ist.

## Lebensweise
Die Wanzen findet man an verschiedenen krautigen Pflanzen wie Königskerzen (Verbascum), Rainfarn (Tanacetum vulgare) und Lavandula pedunculata. Flugzeit der adulten Wanzen ist von März bis Oktober. Die Wanzenart überwintert als Imago.

## Taxonomie
Die Art wurde von Johann Christian Fabricius, als Cimex sphacelatus erstbeschrieben. Sie ist, durch nachträglichen Beschluss von Kirkaldy 1909, Typusart der Gattung Holcostethus Fieber.

## Belege